# Brigata Garibaldi "Francesco Innamorati"
La Brigata Garibaldi "Francesco Innamorati" fu una formazione partigiana operante nei dintorni di Perugia tra il novembre del 1943 e il marzo del 1944, inquadrata nelle Brigate Garibaldi.

## La nascita del movimento partigiano a Perugia
La volontà di organizzare un movimento partigiano per la lotta armata contro i nazifascisti, sull'esempio delle bande nate nel resto dell'Umbria lungo tutta la dorsale appenninica, è nella zona di Perugia per lungo tempo frustrata dalla situazione politica locale, caratterizzata una scarsa unità di vedute delle forze antifasciste locali, dove a lungo tende a prevalere una linea attendista, e una presenza del potere fascista repubblicano ben radicata e organizzata, essendo la città capoluogo di regione e sede del prefetto, Armando Rocchi.
Un gruppo di giovani cresciuti alla scuola di Aldo Capitini, tra i quali Riccardo Tenerini, e avvicinatosi poi alle posizioni del PCI, decide di salire in montagna nell'autunno del 1944, installandosi sul Monte Malbe, a ovest di Perugia. I primi mesi della formazione sono difficili, causa la scarsità di uomini, equipaggiamenti ed esperienza militare di guerriglia, nonché contrasti con la stessa dirigenza clandestina del PCI perugino.

## Lo spostamento a Deruta e lo sbandamento
A inizio di gennaio del 1944, i partigiani di spostano a sud-est di Perugia, nelle campagne e sui colli della piana del Tevere, tra Deruta e Torgiano. La formazione assume il nome di Brigata Francesco Innamorati, in onore del dirigente comunista folignate Francesco Innamorati, caduto il 4 gennaio del 1944 durante un'azione tedesca contro la 4ª Brigata Garibaldi. Arriva a contare circa 150 uomini, e moltiplica le azioni di distribuzione degli ammassi alla popolazione civile e le azioni di sabotaggio.
Si trova a operare a contatto con una piccola formazione di Giustizia e Libertà, la Brigata Leoni, operante anch'essa nei dintorni di Deruta.
A seguito di un'azione della Brigata Leoni, il 6 marzo 1944 la zona è rastrellata dalle truppe tedesche. La Brigata Innamorati e la Brigata Leoni riescono a sganciarsi evitando grosse perdite, ma sono costrette allo sbandamento.
Tra i partigiani catturati vi è lo studente azionista Mario Grecchi, gravemente ferito, curato e fucilato alcuni giorni dopo, decorato poi con la Medaglia d'oro al valor militare.
Diversi membri della Brigata confluiscono in altre formazioni partigiane, come Dario Taba "Libero", che diventa commissario politico della Brigata San Faustino - Proletaria d'urto.
Nei giorni immediatamente anteriori alla liberazione di Perugia, molti giovani antifascisti e reduci della Brigata Innamorati e della Brigata Leoni costituiscono la Brigata Mario Grecchi, che opera in città fino all'arrivo delle truppe alleate, il 20 giugno del 1944.